# Владиловци
Владиловци (на македонска литературна норма: Владиловци) е село в Северна Македония, част от Община Чашка.

## География
Селото е разположено в областта Азот югозападно от град Велес.

## История
Църквата „Свети Никола“ е от XVII век. В XIX век Владиловци е чисто българско село във Велешка кааза, нахия Азот на Османската империя. В „Етнография на вилаетите Адрианопол, Монастир и Салоника“, издадена в Константинопол в 1878 година и отразяваща статистиката на населението от 1873 година, Влатиловци (Vlatilovtzi) е посочено като село с 50 домакинства и 212 жители българи. Според статистиката на Васил Кънчов („Македония. Етнография и статистика“) в края на XIX век Владилово или Владиловци има 500 жители българи християни.
Жителите му в началото на века са под върховенството на Българската екзархия – според статистиката на секретаря на Екзархията Димитър Мишев („La Macédoine et sa Population Chrétienne“) в 1905 година във Владиловци (Vladilovtzi) живеят 680 българи екзархисти. Според секретен доклад на българското консулство в Скопие 75 от 77 къщи в селото през 1907 година под натиска на сръбската пропаганда в Македония признават Цариградската патриаршия, но след Младотурската революция от 1908 година се връщат към Българската екзархия.
При избухването на Балканската война в 1912 година 2 души от Владиловци са доброволци в Македоно-одринското опълчение.
След Междусъюзническата война в 1913 година селото попада в Сърбия.
На етническата си карта от 1927 година Леонард Шулце Йена показва Владиловци (Vladilovci) като българско християнско село.

## Личности
Починали във Владиловци
- Карло Хошек (1871 – 1907), чешки революционер от ВМОРО
- Никола, български революционер, войвода на ВМОРО, загинал в сражение с турски войски на 6 ноември 1910 година при Владиловци[8]